# Шиллинг фон Канштадт
Ши́ллинг фо́н Каншта́дт (нем. Schilling von Canstadt) — немецкий дворянский род, известный с XIII века.

## История
Родоначальником рода принято считать рыцаря Хинрика Шиллинга, который упомянут в нескольких документах за 1268, 1272 и 1278 год. Род имел семейные владения в Швабии, в том числе и замок Канштадт, который стал семейной резиденцией. Один из представителей рода Ульрих (1485–1552), известный швабский рыцарь, военачальник и политик, был участником Шмалькальденской войны.
Его младший брат Георг (ок. 1490 — 1554) занимал руководящие посты в Мальтийском ордене, а также был участником войн с Османской империей. Среди других представителей рода известна Анна-Юлианна Шиллинг фон Канштадт (1758—1797), которая вышла замуж за генерала Христофора Ивановича Бенкендорфа и была матерью 4 детей.
С конца XVIII века образовались 3 линии рода, где наиболее известны представители рода:
- Павел Львович Шиллинг (1786—1837) — учёный, этнограф и филолог
- Вильгельм Шиллинг фон Канштадт[нем.] (1841—1910), прусский генерал-лейтенант
- Хайнц Шиллинг фон Канштадт[нем.] (1918—2007), предприниматель